# 4001 Ptolemaeus
A 4001 Ptolemaeus (ideiglenes jelöléssel 1949 PV) a Naprendszer kisbolygóövében található aszteroida. Karl Wilhelm Reinmuth fedezte fel 1949. augusztus 2-án.